# Republiek Tarnobrzeg

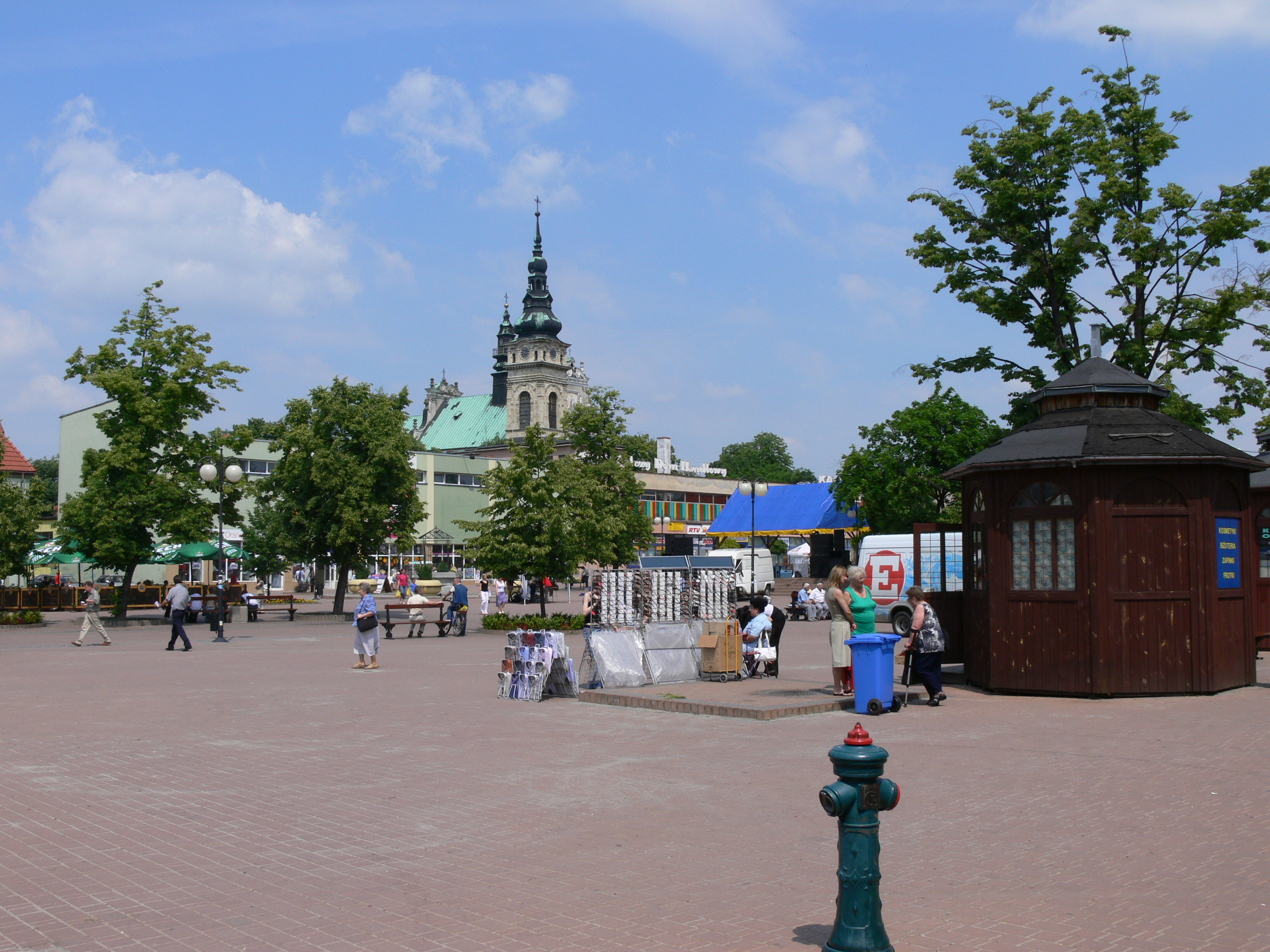
De stad Tarnobrzeg.

De Republiek  Tarnobrzeg (Pools Republika Tarnobrzeska) was een republiek die ontstond op 6 november 1918 rond de Poolse stad Tarnobrzeg. De oprichters van de republiek waren de socialistische activist Tomasz Dabal en de katholieke priester Eugeniusz Okon.
Het idee om de republiek op te richten kwam voort uit demonstraties van de boerenbevolking die bijna dagelijks plaatsvonden in de herfst van 1918. Tarnobrzeg had als Galicië en  Lodomerië deel uitgemaakt van Oostenrijk-Hongarije  en de ontbinding van Oostenrijk-Hongarije zorgde voor politieke onrust. Op 6 november na de ontbinding zagen een aantal boeren hun kans schoon om de macht over 30.000 boeren over te nemen.
Toen het nieuws van de Russische Revolutie in Tarnobrzeg arriveerde, koos een deel van de bevolking om de communistische ideeën te volgen. Ze verklaarden het einde van de kapitalistische regering.  In een landhervorming zouden ze het land van de rijke grootgrondbezitters afnemen en aan de arme boeren geven. De boeren startten onder leiding van Okon en Dabal met het opzetten van een overheid en boerenmilities.
De republiek Tarnobrzeg werd onderdrukt door eenheden van het nieuwe Poolse Leger in de lente van 1919. Okon werd gearresteerd maar snel weer vrijgelaten toen de boeren hem verkozen in het Poolse Parlement waardoor het onderdeel werd van de Tweede Poolse Republiek